# Marc Trachtenberg
Marc Trachtenberg (* 9. Februar 1946 in New York City) ist ein US-amerikanischer Politikwissenschaftler und Historiker an der University of California, Los Angeles. Er unterhält eine Forschungswebsite zum Kalten Krieg.
Trachtenberg hat sich auf die Analyse freigegebener Regierungsdokumente spezialisiert, um die Entscheidungsprozesse amerikanischer und sowjetischer Entscheidungsträger zu rekonstruieren. Zu seinen einflussreichsten Werken gehören A Constructed Peace: The Making of the European Settlement, 1945–1963 (1999) und Der Kalte Krieg und danach: Geschichte, Theorie und die Logik der internationalen Politik (2012).

## Leben
Trachtenberg promovierte 1974 in Geschichte an der University of California, Berkeley und lehrte lange an der University of Pennsylvania, dann wechselte er an die UCLA.
Er war Stipendiat der Woodrow Wilson National Fellowship Foundation 1966/67, ein Guggenheim Fellow 1983/84, ein Fellow des German Marshall Fund 1994/95, und ein Adjunct Research Fellow am John F. Kennedy School of Government’s Center for Science and International Affairs 1986/87. Im Jahr 2000 erhielt er den George Louis Beer Prize der American Historical Association.

## Forschungsarbeit
Trachtenberg gehört mit Murray Rothbard zu den amerikanischen Kritikern von Fritz Fischers Thesen zur Julikrise 1914 und wirft ihm handwerkliche Fehler in der Quelleninterpretation vor.
Hinsichtlich eines seiner Hauptthemen, der NATO-Osterweiterung und der Entstehung eines neuen Kalten Kriegs stellt er aufgrund seiner Archivarbeit infrage, dass die NATO-Erweiterung defensiv gewesen sei. Trachtenberg zeigt, dass die politischen Entscheidungsträger der Vereinigten Staaten (z. B. Strobe Talbott und Bill Clinton) die Erweiterung als Mittel zur Festigung der amerikanischen Hegemonie in Europa und nicht nur zum Schutz Osteuropas betrachteten. Interne Memos aus den Jahren 1993–1994 offenbaren Debatten darüber, ob die Expansion Russland provozieren würde, wobei viele Beamte (z. B. George Kennan) vor langfristiger Instabilität warnten. Des Weiteren will Trachtenberg mit seinen Untersuchungen zeigen, dass die russischen Ängste vor einer Einkreisung durch die NATO auf dokumentierten westlichen Zusicherungen beruhten und nicht auf einer irrationalen Paranoia. Er hebt hervor, dass die politischen Entscheidungsträger der USA selbst (z. B. Botschafter William Burns im Jahr 2008) insgeheim anerkannten, dass die NATO-Erweiterung für Russland eine „rote Linie“ überschreiten würde.

### Werke

#### A Constructed Peace: The Making of the European Settlement, 1945–1963(1999)
Trachtenberg analysiert die Entstehung der europäischen Nachkriegsordnung nach 1945, mit Fokus auf die Beziehung zwischen den USA, der NATO und Westdeutschland. Er argumentiert, dass die Stabilität des Kalten Krieges auf gezielten politischen Entscheidungen beruhte, insbesondere im Umgang mit der deutschen Wiederbewaffnung und nuklearer Abschreckung. Das Werk widerlegt die Annahme, die NATO sei rein defensiv entstanden, und betont stattdessen strategische Machtpolitik.

#### The Cold War and After: History, Theory, and the Logic of International Politics(2012)
Diese Aufsatzsammlung vertieft Trachtenbergs Forschung zur Logik internationaler Politik im Kalten Krieg. Themen umfassen die Kubakrise, die Rolle von Atomwaffen und die Interaktion zwischen historischer Analyse und politikwissenschaftlicher Theorie. Trachtenberg kritisiert die Tendenz, Konflikte als „Irrwege“ zu betrachten, und betont stattdessen rationale Entscheidungsprozesse der Akteure.

#### Reparation in World Politics: France and European Economic Diplomacy, 1916–1923(1980)
Trachtenberg untersucht die Reparationspolitik nach dem Ersten Weltkrieg, insbesondere Frankreichs Rolle bei der Gestaltung der europäischen Wirtschaftsordnung. Er zeigt, wie ökonomische Zwänge und politische Machtinteressen die Verhandlungen prägten, und legt den Grundstein für seine spätere Arbeit zur Verbindung von Wirtschaft und Sicherheitspolitik.

### Herausgegebene Werke

#### Between Empire and Alliance: America and Europe during the Cold War(2003)
In diesem Sammelband analysieren Trachtenberg und andere Historiker das Spannungsfeld zwischen US-Hegemonie und europäischer Autonomie während des Kalten Krieges. Thematisiert werden u. a. die NATO-Integration, die Suez-Krise und die Debatten um nukleare Teilhabe. Trachtenbergs Beitrag betont die Ambivalenz der „atlantischen Partnerschaft“.

#### History and Strategy(1991)
Eine Sammlung von Trachtenbergs frühen Aufsätzen zur US-Außenpolitik und Militärstrategie. Zentrale Themen sind die Entwicklung der Nukleardoktrin, die Berlin-Krise von 1958–1962 und die strategische Bedeutung Westdeutschlands. Das Werk zeigt seine Methode, historische Ereignisse durch den Blickwinkel strategischer Logik zu deuten.

### Aufsätze und Beiträge

#### The Question of Realism: A Historian’s View(2005)
In diesem Aufsatz verteidigt Trachtenberg den „Realismus“ in der Geschichtswissenschaft gegen postmodernistische Ansätze. Er argumentiert, dass historische Analyse auf nachweisbaren Fakten und rationalen Handlungsmotiven beruhen muss, um politische Entscheidungen sinnvoll zu erklären.

#### The Iraq Crisis of 2003: A Unipolar System under Stress(2011)
Trachtenberg untersucht die Irak-Invasion 2003 als Fallstudie für die Dynamik unipolarer Machtverteilung. Er analysiert, wie die US-Hegemonie innenpolitische und internationale Widerstände provozierte, und zieht Parallelen zu historischen Großmachtkonflikten.

#### Archives and the Study of International Relations(2006)
Trachtenberg plädiert für die systematische Auswertung von Archivmaterial in der Geschichtswissenschaft. Anhand von Beispielen aus der NATO-Geschichte zeigt er, wie offizielle Dokumente etablierte Narrative korrigieren können – ein methodischer Ansatz, der sein Gesamtwerk prägt.

#### The United States and the NATO Non-extension Assurances of 1990(2021)
New Light on an Old Problem? International Security 45, Nr. 3 (2021): 162–203
Es handelt sich um eine Analyse der NATO-Erweiterungsversprechen an Gorbatschow mit einer Kritik an Mary Elise Sarotte. Trachtenberg bindet die Nichterweiterungszusage enger an den Kontext der deutschen Wiedervereinigung und kritisiert die allgemeine Auslegung als zu weitgehend. Seine Analyse stützt sich auf Archivquellen und die konkreten Verhandlungsprotokolle von 1990, die den Fokus auf Deutschland und nicht auf eine umfassende NATO-Erweiterung legen.

### Bücher (Monografien)
- Reparation in World Politics: France and European Economic Diplomacy, 1916–1923. New York: Columbia University Press, 1980. Analyse der Reparationsverhandlungen nach dem Ersten Weltkrieg mit Fokus auf Frankreichs Rolle.
- History and Strategy. Princeton: Princeton University Press, 1991. Sammlung von Aufsätzen zur US-Außenpolitik, Nuklearstrategie und Kalten Krieg.
- A Constructed Peace: The Making of the European Settlement, 1945–1963. Princeton: Princeton University Press, 1999. Standardwerk zur Entstehung der europäischen Nachkriegsordnung und NATO-Strategie.
- The Cold War and After: History, Theory, and the Logic of International Politics. Princeton: Princeton University Press, 2012. Aufsatzsammlung zur Rationalität politischer Entscheidungen im Kalten Krieg.

### Herausgegebene Werke
- Between Empire and Alliance: America and Europe during the Cold War. Lanham: Rowman & Littlefield, 2003. Sammelband zur transatlantischen Beziehung mit Beiträgen führender Historiker.

### Aufsätze und Buchkapitel (Auswahl)
- The ‚Wasting Asset‘: American Strategy and the Shifting Nuclear Balance, 1949–1954. International Security 13, Nr. 3 (1988/89): 5–49. Analyse der US-Nuklearstrategie in der frühen Phase des Kalten Krieges.
- A ‚Wasting Asset‘: American Strategy and the Shifting Nuclear Balance. In History and Strategy, 100–152. Princeton: Princeton University Press, 1991.
- The Question of Realism: A Historian’s View. Security Studies 13, Nr. 1 (2003): 156–194. Kritik postmoderner Ansätze in der Geschichtswissenschaft.
- The Iraq Crisis of 2003: A Unipolar System under Stress. In The Cold War and After, 253–285. Princeton: Princeton University Press, 2012.

### Rezensionen und Kommentare
- The Past and Future of Arms Control. Daedalus 120, Nr. 1 (1991): 203–216. Kritische Bewertung der Rüstungskontrollpolitik.
- The Marshall Plan as Tragedy. Journal of Cold War Studies 7, Nr. 4 (2005): 135–140. Rezension zu David Ellwoods Rebuilding Europe.

### Methodische Beiträge
- Archives and the Study of International Relations. International Security 30, Nr. 3 (2006): 185–194. Plädoyer für die Nutzung von Archivmaterial in der Geschichtswissenschaft.

### Online-Publikationen und Vorträge
- The Structure of Great Power Politics, 1963–1975. (Unveröffentlichtes Manuskript, 2021). Vorläufige Version eines geplanten Buchprojekts zur Großmachtpolitik.
- Nuclear Weapons and the Cold War. (Vortrag, Harvard University, 2018). Online verfügbare Vorlesungsreihe zur Rolle von Atomwaffen.

### Interviews und Medienbeiträge
- Interview on NATO Expansion and U.S. Foreign Policy. War on the Rocks Podcast, 2022. Diskussion über historische Hintergründe der Ukraine-Krise